# Бад Гандерсхајм
Бад Гандерсхајм (њем. Bad Gandersheim) град је у њемачкој савезној држави Доња Саксонија. Једно је од 12 општинских средишта округа Нортхајм. Према процјени из 2010. у граду је живјело 10.572 становника. Посједује регионалну шифру (AGS) 3155001.

## Географски и демографски подаци
Бад Гандерсхајм се налази у савезној држави Доња Саксонија у округу Нортхајм. Град се налази на надморској висини од 143 метра. Површина општине износи 90,5 km². У самом граду је, према процјени из 2010. године, живјело 10.572 становника. Просјечна густина становништва износи 117 становника/km².

## Међународна сарадња
| Мјесто   | Држава               | Врста сарадње | Од    |
| -------- | -------------------- | ------------- | ----- |
| Скегнес  | Уједињено Краљевство | партнерство   | 1979. |
| Ротселар | Белгија              | партнерство   | 1987. |
| Извор    |                      |               |       |